# Die Erschiessung des Landesverräters Ernst S.
Die Erschiessung des Landesverräters Ernst S. ist ein Dokumentarfilm von Richard Dindo und Niklaus Meienberg über den Schweizer Ernst S. (mit vollem Namen Ernst Schrämli), der während des Zweiten Weltkriegs wegen Landesverrats zugunsten des Dritten Reichs zum Tode verurteilt und am 11. November 1942 bei Oberuzwil erschossen wurde. Der Film basiert auf dem gleichnamigen Buch Meienbergs.

## Inhalt
Gestützt auf Aussagen von Zeitzeugen sowie einige wenige schriftliche Quellen, Fotos und Wochenschauausschnitte zeichnet Die Erschiessung des Landesverräters Ernst S. die Lebensgeschichte, den Prozess und die Hinrichtung des Schweizer Soldaten Ernst Schrämli nach. Dieser hatte aus einem unbewachten Munitionsdepot der Armee vier Artillerie- und eine Panzergranate gestohlen und einem ihm bekannten deutschen Agenten übergeben. Ferner erstellte er Skizzen von Artillerie- und Bunkerstellungen, die der Untersuchungsrichter allerdings als ungenau bewertete.
Der aus schwierigen Verhältnissen stammende Ernst Schrämli (früher Tod der Mutter, alkoholkranker Vater) geriet wiederholt mit den Behörden in Konflikt; sein Leben war geprägt durch Vormundschaft, Erziehungsanstalt, Arbeitslager, militärische Disziplinarstrafen und eine Verurteilung wegen eines Schändungsversuchs. Ihm nahestehende Personen schildern ihn demgegenüber als lebensfrohen, geniesserischen, kunstbegeisterten, aber auch etwas naiven Menschen. Im Film kommt man zum Schluss, dass er nicht aus politischer Überzeugung, sondern aus einer persönlichen Abhängigkeit vom deutschen Agenten gehandelt habe. Möglicherweise habe er im Gegenzug für die Übergabe der Granaten ein Visum für Deutschland erwartet, wo er eine Karriere als Sänger anstreben wollte.
Dindo sieht den Fall Ernst Schrämli – ähnlich wie Niklaus Meienberg, auf dessen Reportage der Film aufgebaut ist – als Beispiel dafür, wie in der Schweiz während des Zweiten Weltkriegs an einigen Vertretern der Arbeiterschaft bzw. der Soldatenschaft ein Exempel statuiert wurde (nach Schrämli wurden weitere 16 Todesurteile vollstreckt), während der Waffenhandel von Emil Georg Bührle mit den Nationalsozialisten toleriert wurde und verschiedene Vertreter aus Politik und Militär Sympathien für das Dritte Reich hegten. Die Kritik an den Bundesräten Philipp Etter, Giuseppe Motta und Marcel Pilet-Golaz, an Oberst Gustav Däniker und Oberstkorpskommandant Ulrich Wille stützt er dabei durch ein ausführliches Interview mit dem Historiker Edgar Bonjour, der Dindos These im Satz zusammenfasst: «De Chliner hanget ehnder als der Grösser.» (Hochdeutsch: «Der Kleinere hängt eher als der Größere.»; sinngemäss: «Die Kleinen hängt man, die Grossen lässt man laufen.»)

## Wirkung
Die Erschiessung des Landesverräters Ernst S. ist ein Schlüsselfilm für den Neuen Schweizer Film. Erstmals wurde hier das Thema des Zweiten Weltkriegs wieder aufgegriffen, das in den 50er und 60er Jahren aus dem Schweizer Film verschwunden war, und erstmals wurde dieses Thema ausgesprochen kritisch behandelt. Bemerkenswert ist auch die Methode der Oral History, welche zu diesem Zeitpunkt in der akademischen Geschichtsschreibung noch kaum genutzt wurde.
Aussergewöhnlich war insbesondere die öffentliche Debatte um den Film, die höchst kontrovers verlief. Die ersten Kritiken nach der Uraufführung im Rahmen der Solothurner Filmtage am 31. Januar 1976 fielen insgesamt positiv aus, und nach der deutschen Erstaufführung am 7. Oktober 1976 bei der Internationalen Filmwoche Mannheim wurde der Film sogar mit dem Sonderpreis des Oberbürgermeisters der Stadt Mannheim für Dokumentarfilme mit besonderem sozialpolitischem Engagement ausgezeichnet. Letzteres führte zum Protest von 18 Berner Professoren in Form eines Offenen Briefs an den Mannheimer Oberbürgermeister, in dem die klassenkämpferische Tendenz des Films kritisiert wurde. In der Folge wurden auch in der Neue Zürcher Zeitung verschiedene Artikel publiziert, die den Film als einseitig, polemisch und sachlich fehlerhaft kritisierten.
Ende 1976 entschied der damalige Bundesrat Hans Hürlimann, dem Film keine Qualitätsprämie zuzuerkennen, und begründete dies mit den manipulativen und ideologischen Tendenzen von Dindos Werk. Auch der Filmpreis von Kanton und Stadt Zürich wurde dem Film durch den damaligen Zürcher Erziehungsdirektor Alfred Gilgen verweigert. In beiden Fällen setzten sich die zuständigen Politiker damit über die Empfehlung der zuständigen Expertenkommission hinweg.
Im Zusammenhang mit der Ausstrahlung im Deutschschweizer Fernsehen am 3. Juni 1977 wurde auch juristisch gegen den Film vorgegangen: Auf gerichtlichem Weg erreichten die Familien Wille und Mettler, dass ihrer Ansicht nach diffamierende Passagen herausgeschnitten bzw. geändert wurden.
Nach Meienberg und Dindo wurde das Thema der in der Schweiz exekutierten Landesverräter insbesondere durch Karl Lüönd und Peter Noll aufgegriffen. Lüönd sah beim Fall Ernst Schrämli ein vergleichsweise leichtes Vergehen, der Fall sei aber nicht repräsentativ. Auch für den Strafrechtler Noll war der Verrat von Schrämli einer der leichtesten Fälle; das Urteil sei rechtlich zwar vertretbar, aber trotzdem problematisch, da einerseits die Granaten mit grösster Wahrscheinlichkeit den Deutschen bereits bekannt gewesen seien und andererseits dem psychiatrischen Gutachten zu wenig Beachtung geschenkt worden sei.

## Spielfilm 2024
Eine schweizerisch-deutsche Koproduktion begann 2023 mit Dreharbeiten zum Spielfilm Landesverräter, der das Schicksal von Ernst Schrämli nachzeichnet.

## Einzelbelege und Anmerkungen
1. ↑  Michael Hug: Der Henkersplatz. In: Der Rheintaler. 2. Mai 2011, abgerufen am 5. September 2011.
2. 1 2  «Landesverräter» entsteht als SRF-Koproduktion, SRF, 15. Juni 2023
3. ↑  Landesverräter, Internetauftritt der Produktionsfirma ContrastFilm, abgerufen am 17. Juni 2023
4. ↑  Martin Schlappner: Begründete Ablehnung einer Qualitätsprämie: Der Film ‹Die Erschiessung des Landesverräters Ernst S.› Neue Zürcher Zeitung, 3. Januar 1977.
Alfred Cattani: ‹Die Erschiessung des Landesverräters Ernst S.› Neue Zürcher Zeitung, 7. Juni 1977.
Hugo Bütler: Klassenjustiz? Neue Zürcher Zeitung, 7. Juli 1977.
Georg Kreis: Geschichtsschreibung mit Film und Klassenkampf: Zur Kontroverse um den ‹Landesverräter Ernst S.› Neue Zürcher Zeitung, 7. Juli 1977.
5. ↑  Ernst S., das Fernsehen und die veröffentlichte Meinung. Dokumentation. Hrsg.: Radio und Fernsehen DRS, Presse- und Informationsdienst. (masch.). Zürich 1977.